# The Key 65
The Key 65 är ett reservat i Kanada.   Det ligger i provinsen Saskatchewan, i den sydöstra delen av landet, 2 100 km väster om huvudstaden Ottawa.
Trakten runt The Key 65 består till största delen av jordbruksmark. Trakten runt The Key 65 är nära nog obefolkad, med mindre än två invånare per kvadratkilometer.